# Barbus pumilus
Barbus pumilus е вид лъчеперка от семейство Шаранови (Cyprinidae).

## Разпространение и местообитание
Видът е разпространен в Етиопия, Чад и Южен Судан.
Обитава сладководни басейни и реки.

## Описание
На дължина достигат до 2,3 cm.